# خاندان جیهانی
خاندان جیهانی در عصر سامانیان (قرن ۴ هجری) در دستگاه حکومت عهده‌دار وزارت یا مشاغل مهم دیگر بودند، آنها از خانواده‌های مشهور ایرانی زاده در شهر جیهان در نزدیکی بخارا بودند. سه نفر از وزراء سامانیان که به جیهان منسوب و به جیهانی شهرت یافته‌اند، عبارتند از: ابوعبداللّه محمد بن احمد بن نصر، و (پسرانش) محمد بن محمد مکنی معروف به ابوعلی و احمد بن محمد.

## ابوعبدالله محمد بن احمد جیهانی
وی مشهورترین رجل نامی خاندان جیهانی است. جیهانی پس از ابوبکر بن حامد نسفی چندی وزیر احمد بن اسماعیل سامانی بود. سپس زمانی که امیر نصر بن احمد هنوز به حد رشد و بلوغ نرسیده بود، عهده‌دار وزارت وی شده‌است. وی در دو مرحله در زمان امیر نصر بن محمد به وزارت رسیده‌است. مرحله اول از سال ۳۰۱ تا ۳۰۹ ه‍.ق و مرحله دوم از سال ۳۲۵ تا ۳۲۸ ه‍. ق
جیهانی در دوره وزارتش به اتفاق دولتمردان سامانی از جمله حمویة بن علی امور کشور را سامان داد. در این زمان منصب وزارت از اهمیت خاصی برخوردار بوده‌است. تکوین نظام دیوانی سامانیان بیشتر مرهون کوششهای ابوعبدالله جیهانی بوده‌است. وی برای اداره دیوان وزارت سامانی بسیاری از مراسمات و تشکیلات ایران عهد ساسانی را در امور وارد کرد. از پایان وزارت ابوعبدالله جیهانی و انتصاب ابوالفضل بلعمی به جای او اطلاعی در دست نیست؛ اما احتمالاً وی بر اثر فشار فقهای بخارا و شاید به اتهام زندقه و الحاد برکنار شده‌است.

## ابوعلی محمد بن محمد جیهانی
ابوعلی محمد بن محمد جیهانی پسر محمد بن احمد بن نصر جیهانی (جیهانی کبیر) پس از بر کناری یا رحلت ابوالفضل بلعمی در سال ۳۳۰ هجری به وزارت سعید بن احمد سامانی منصوب شد.

## احمد بن محمد بن نصر جیهانی
احمد بن محمد بن نصر جیهانی فرزند محمد بن احمد جیهانی (جیهانی کبیر) از وزرا نوح بن منصور سامانی بود. وی دارای آثار و تالیفات متعددی است که از جمله آنها می‌توان به موارد ذیل اشاره کرد:
المسالک و الممالک کتاب معروفی است که اصل آن در دسترس نیست؛ اما بسیاری از آن نقل کرده‌اند. این کتاب احتمالاً همان کتابی است که مسعودی در مورد آن می‌نویسد: جیهانی وزیر نصر بن احمد سامانی کتابی در وصف جهان و اخبار و عجایب آن و شهرها و دریاها و امت‌های عالم تصنیف کرده‌است. کتاب المسالک و الممالک جیهانی هر چند امروزه در دسترس نیست؛ اما برخی جغرافی نویسان پس از جیهانی اطلاعات خود را در باب سرزمین‌های غیراسلامی شمال و شرق از آن گرفته‌اند. او با نوشتن این کتاب به جهانگردان مشهوری چون بودلف و ابن فضلان یاری رسانده‌است.